# ТЕС Босіла
23°44′34″ пн. ш. 90°20′31″ сх. д. / 23.74278° пн. ш. 90.34194° сх. д.
ТЕС Босіла — теплова електростанція у районі Керанігандж (неподалік від південно-західних околиць Дакки), яка належить компанії CLC Power. 
В 21 столітті на тлі стрімко зростаючого попиту у Бангладеш почався розвиток генеруючих потужностей на основі двигунів внутрішнього згоряння, які могли бути швидко змонтовані. Зокрема, в 2017-му почала роботу електростанція від CLC Power, майданчик якої розташований на правому березі Буріганги — рукава Дхалешварі (рукав Брахмапутри, який падає у Мегхну). Тут встановили 12 генераторних установок MAN 18V32/40CD потужністю по 8,8 МВт, які через котли-утилізатори також живлять малу парову турбіну з показником 3,7 МВт (номінальна потужність станції визначена як 108 МВт). У 2018/2019 році фактична чиста паливна ефективність ТЕС становила 43,2%. 
Як паливо станція використовує нафтопродукти.
Можливо відзначити, що у районі Керанігандж також були створені й інші електростанції на основі двигунів внутіршнього згоряння — ТЕС Char Galgalia, ТЕС Aowrahati, ТЕС Брахмангаон, ТЕС Пангаон.